# Изолатоцереус
Изолатоцереус (лат. Isolatocereus) — монотипный род суккулентных растений семейства Кактусовые (Cactaceae) произрастающий на территории Мексики. На 2023 год, включает один вид — Изолатоцереус Дюмортье (Isolatocereus dumortieri).

## Название
Родовое латинское название Isolatocereus происходит от лат. isolatus — «изолированный» и названия рода Cereus — Цереус (от лат. cereus — «восковой» или «восковая свеча».
Народное название — «вилы дьявола».

## Описание
Изолатоцереус Дюмортье (Isolatocereus dumortieri) — прямостоячее, кустящееся растение с многочисленными перетяжками. Стебель бледно-голубовато-зеленый или сизый, длиной от 6 до 10 дм, диаметром 3 дм. Ребра треугольные, с прямыми краями, до 2 см высотой, число от 5 до 9. Ареолы эллиптические, сливающиеся с возрастом, серо-войлочные. Лучевые колючки 6-9, до 1 см длиной. Центральные колючки 1-4, более длинные, до 5 см длиной, изначально желтоватые или соломенные, постепенно почерневают. Цветки верхушечные, ночные, без запаха, трубчатые или воронковидные, короткие, от бледно-зеленого до белого цвета, до 5 см длиной. Плоды продолговатые, маленькие, 2,5-4 см длиной, внутри красновато-оранжевые, без колючек. Семена коричневатые, тусклые, шероховатые.

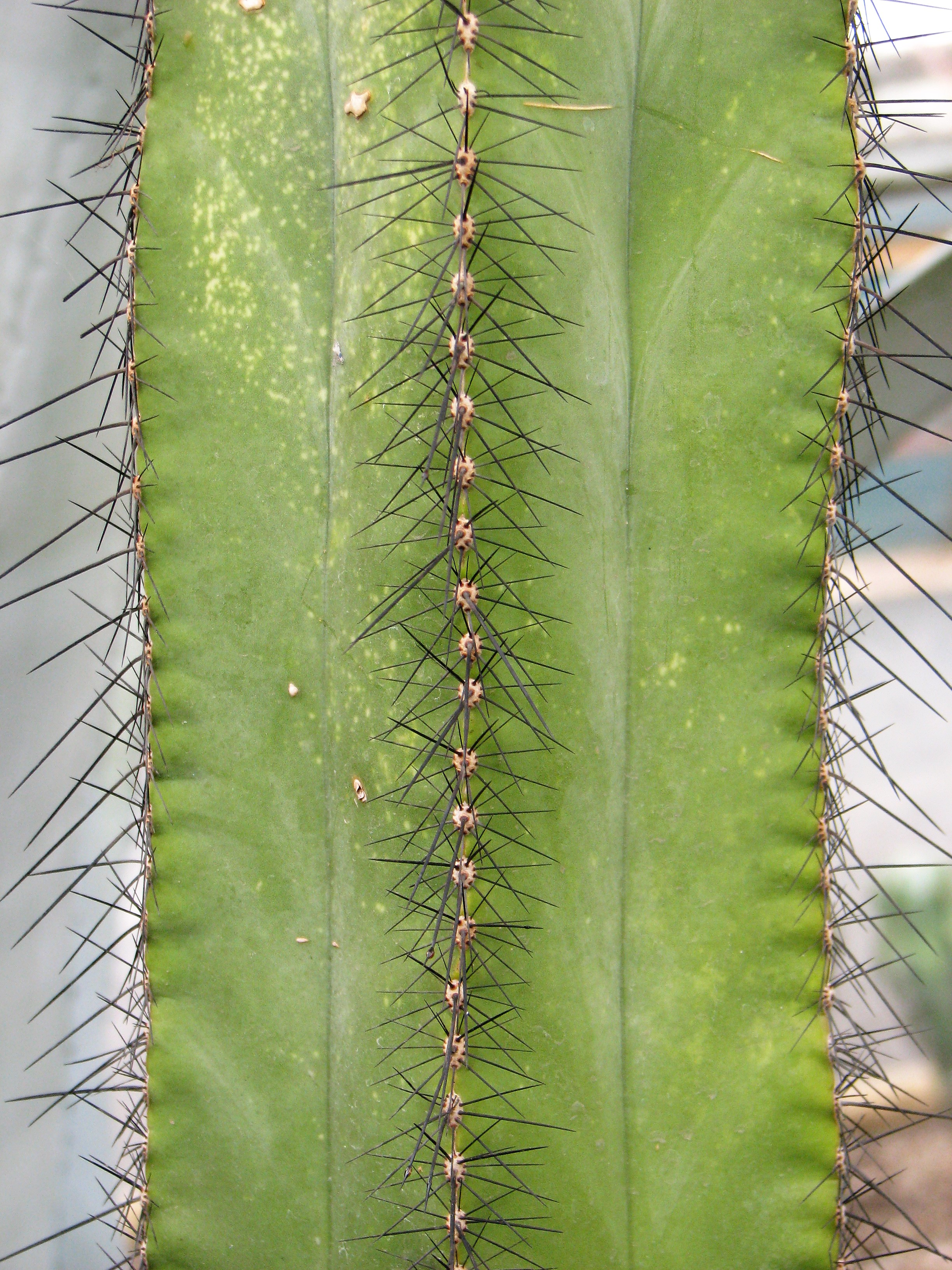
Ребра
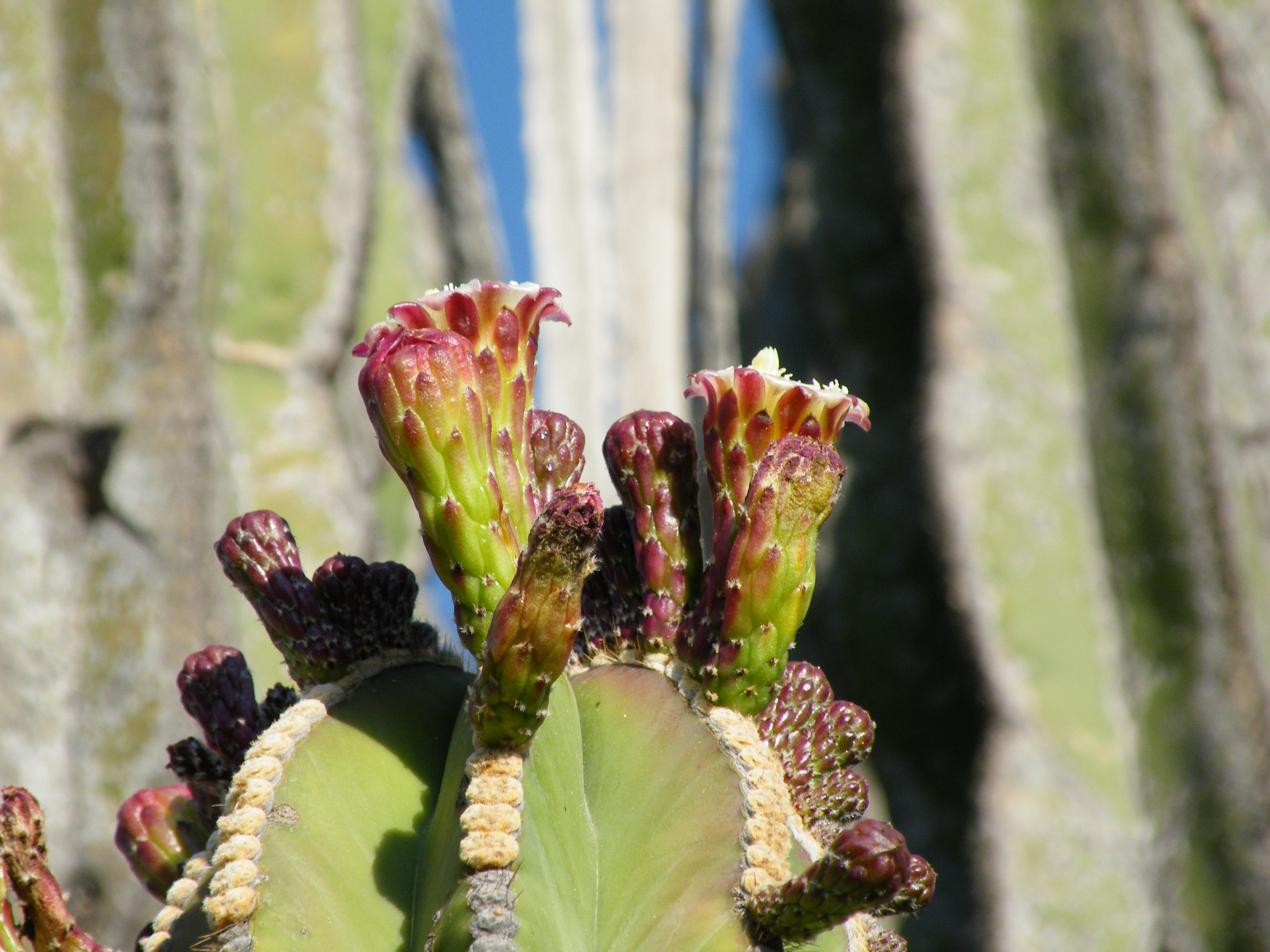
Цветки

## Распространение
Природный ареал — Мексика. Интродуцирован на Канарских островах. Произрастает в основном в биоме пустыни или кустарниковой степи. Встречается в тропических лиственных лесах, лугах, на склонах или на каменистых обрывах.

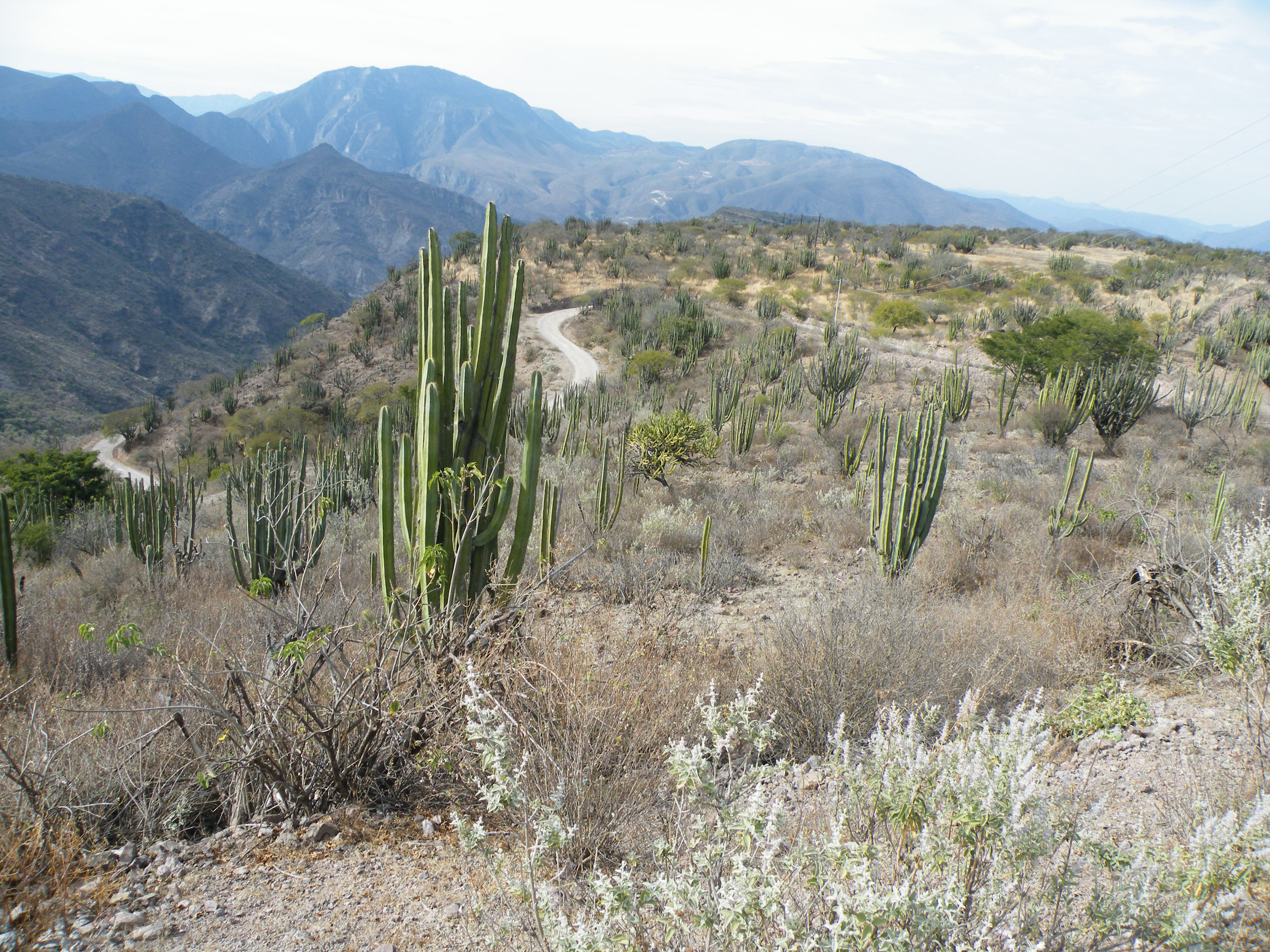
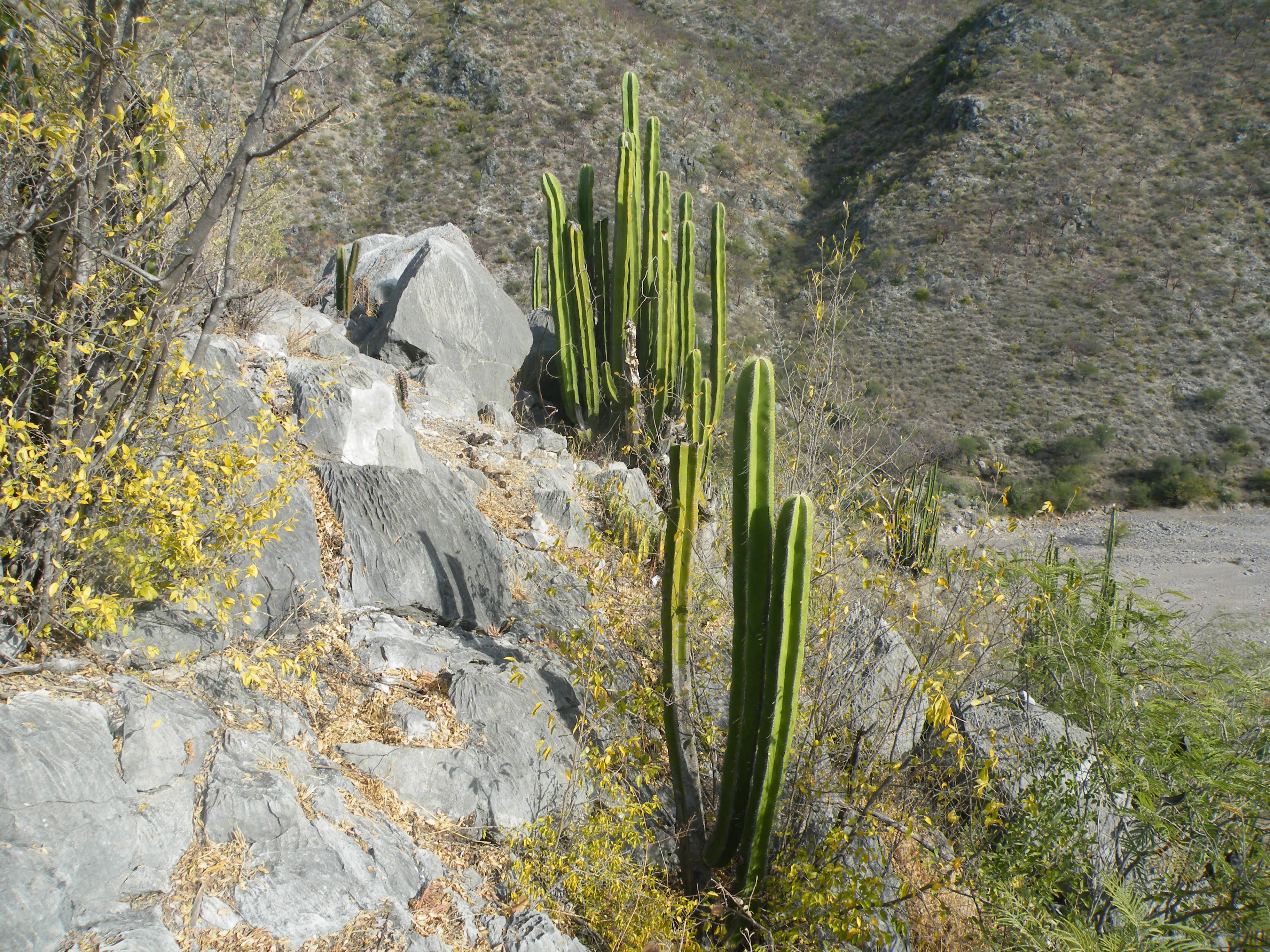

## Таксономия
Isolatocereus Backeb., первое упоминание в Cactaceae (Berlin) 1941(2): 76 (1942).

### Виды
По данным сайта Plants of the World Online на 2023 год, род включает один подтвержденный вид:
- Isolatocereus dumortieri (Scheidw.) Backeb. — Изолатоцереус Дюмортье

#### Синонимы (вида)
Гомотипные (основанные на одном и том же номенклатурном типе):
- Cereus dumortieri Scheidw. (1837)
- Rathbunia dumortieri (Scheidw.) P.V.Heath (1992)
- Stenocereus dumortieri (Scheidw.) Buxb. (1961)

Гетеротипные (основанные на разных номенклатурных типах):
- Lemaireocereus dumortieri Britton & Rose (1909)